# Water of Leith
Water of Leith (gael. Uisge Lìte) – rzeka w Szkocji uchodząca do zatoki Firth of Forth. Water of Leith jest największą rzeką przepływającą przez Edynburg, jej ujście znajduje się koło portu w dzielnicy Leith.

## The Water of Leith Conservation Trust
W 1988 roku powstała The Water of Leith Conservation Trust (Fundacja ochrony Water of Leith), której celem była ochrona rzeki. W 1997 roku dzięki pozyskaniu funduszy udało jej się doprowadzić do ukończenia ścieżki wzdłuż rzeki i powstania w budynku dawnej szkoły Slateford centrum informacji o rzece. Co roku wiosną wolontariusze sprzątają brzegi rzeki od Balerno do Leith.